# Malpighia pusillifolia
Malpighia pusillifolia är en tvåhjärtbladig växtart som först beskrevs av Erik Leonard Ekman och Nied., och fick sitt nu gällande namn av F.K. Meyer. Malpighia pusillifolia ingår i släktet Malpighia och familjen Malpighiaceae. Inga underarter finns listade i Catalogue of Life.